# Crkva sv. Petra u Dolu na Braču
Crkva sv. Petra u selu Dolu na Braču, općina Postira, zaštićeno kulturno dobro.

## Opis dobra
Crkva sv. Petra u Dolu smještena je na izdignutom platou iznad sela. Jednobrodna građevina s polukružnom apsidom i slijepim arkadama u unutrašnjosti ima predromaničke stilske odlike. Na pročelju je zvonik na preslicu sa zvonom iz 14. st. U drugoj pol. 19. st. crkva je ožbukana izvana te je pokriven njen prvobitni izgled.

## Zaštita
Pod oznakom Z-6499 zavedena je kao nepokretno kulturno dobro - pojedinačno, pravna statusa zaštićena kulturnog dobra, klasificirano kao "sakralna graditeljska baština".